# ソニックライダーズ
ソニックライダーズ（Sonic Riders）は、セガから2006年2月23日に発売されたレーシングゲームソフト。プラットフォームは、ニンテンドー ゲームキューブ、PlayStation 2、Xboxのマルチプラット（Xbox版についてはXbox 360でも完全ではないがプレイ可能）。

## 概要
ソニックライダーズシリーズの第1作。バビロン盗賊団「ジェット」「ウェーブ」「ストーム」の3人の初登場作品でもある。ソニックシリーズのレースゲームとしてはこれが4作目となる。
過去のレースゲームはカーレースだったのに対し、本シリーズは「エクストリームギア」という架空の乗り物を用いた空中レースとなる。また、他作品のキャラクターがゲスト出演がすることも特徴である。
映像は基本的に3DCGだが、オープニングムービーのみ2Dアニメーションという珍しい手法がとられている。なお、オープニングムービーは『ソニックX』を手がけたトムス・エンタテインメントではなく、Production I.Gが担当している。

## ストーリー
技術が発達した近未来都市。そこでソニック一行は盗賊団「バビロン」に出会う。しかし、ソニックは盗賊団のリーダー「ジェット・ザ・ホーク」の操る「エクストリームギア」に敗北してしまう。
その後、エッグマンがエクストリームギアの世界大会、「ワールドグランプリ」の開催を宣言した。そして出場チームの中には「バビロン」の名前があった。ソニックはジェットに勝利し、エクストリームギアの最速も証明するためにワールドグランプリに出場する。

## 概要
本作は「エクストリームギア」と呼ばれるホバーボードを使用してレースを行う。
エクストリームギアは溜め込んだ空気（エア）を放出することで移動、浮遊する。そのため普通にギアで移動するだけでも溜め込まれているエアは少しずつ減っていき、エアがなくなるとギアに乗っているキャラクター自身が走って移動しなければならない。
エアは後方を攻撃できるトラップ「トルネード」を発生させる際にも使用し、また大量に使用することでギアを大きく加速させる「エアブースト」が発動する（この時ライバルに接触すると、相手にダメージを与えエアを奪う「アタック」が発生する）。エアの補充方法は以下の通り。
- 空中でキャラクターを回転させることで決まる「トリック」を成功させる
- キャラクターごとに1つ割り当てられた全部で3種類ある「タイプスキル」を活用させる
- 一定感覚で発生する風道「タービュランス」に乗る
- エアピットに入る
- エア補充アイテムを拾う
- リングを集め、レベルアップする（この時、エアタンクの最大値も上がる）

また、上述したタイプスキルは以下の種類がある。
- グラインド：スピードタイプの技、レールウェイに乗って滑走する
- エアライド：フライタイプの技、ワンメイクと呼ばれる坂から飛び出し空中を疾走する
- エクスリュージョン：パワータイプの技、一部の障害物を破壊する

本作ではスタートの方法が独特である。スタート時に現れる緑色のガイドラインがカウントダウンと共に前進、ラインがスタートラインに重なった瞬間にレースが始まる。プレイヤーは初めギアに乗っていない状態で、そのラインの動きに合わせて走り、0秒（＝スタート）になるべく近いタイミングでスタートラインを越え、ギアに飛び乗ることになる。なお、カウントダウンが0秒に達する前にスタートラインを踏み越えてしまうと、フライングと見なされタイムロスとなる。
エクストリームギアはキャラクターごとにあるデフォルトのもの以外にも、性能および特殊能力を持ったものが複数存在する。コース上で拾うか大会に優勝してリングを貯めれば、それと引き替えにギアを購入できる。

## キャラクター
ここでは、本作におけるキャラクターの特徴を記述する。各キャラクターの詳細な設定などは、個別記事またはソニックシリーズに登場するキャラクターの一覧の項を参照。

### ヒーローズサイド
ソニック・ザ・ヘッジホッグ
声 - 金丸淳一
本作の主人公。自由を愛する超音速のハリネズミ。ジェットらバビロン盗賊団を相手に、プライドをかけてエクストリームギアの大会に参加する。タイプはスピードタイプ、専用ギアはブルースター。
マイルス "テイルス" パウアー
声 - 広橋涼
ソニックの相棒にしてメカニック。ソニックたちのギアのチューンを担当する傍ら、本人もソケットを手に、大会で奮闘する。タイプはフライタイプ、専用ギアはイエローテイル。
ナックルズ・ザ・エキドゥナ
声 - 神奈延年
単純で短気、しかし強い情熱を秘めたハリモグラ。強い腕力を武器に、ストームとの対決に挑む。タイプはパワータイプ、専用ギアはレッドロック。
エミー・ローズ
声 - 川田妙子
ソニックに恋する女の子。ソニックを追って、彼のいるワールドグランプリへと参加することに。タイプはスピードタイプ、専用ギアはピンクローズ。

### バビロンサイド
ジェット
声 - 岸尾だいすけ
バビロン盗賊団のリーダー。プライドが高く負けず嫌いな性格。「地上最速」という名を持つソニックに、エクストリームギアでのスピード勝負を仕掛ける。タイプはスピードタイプ、専用ギアはTYPE-J。
ウェーブ
声 - 中村千絵
バビロン盗賊団の紅一点。自分のメカニックとしての技量に絶対の自信を持つため、テイルスのチューンをバカにすることとなる。タイプはフライタイプ、専用ギアはTYPE-W。
ストーム
声 - 乃村健次
バビロン盗賊団の一員。短気だが、その口調や行動はどこかのっそりしている。ナックルズにレースで勝負を挑むのは彼。タイプはパワータイプ、専用ギアはTYPE-S。

### その他
ドクター・エッグマン
声 - 大塚周夫
自称悪の天才科学者。ジェットたちを招き、ソニックたちを引き込んでエクストリームギアの大会を開く。
E-10000G
声 - なし
エッグファクトリーの作業用ロボである「E-10000」の機動力をアップした緑色の量産型戦闘用ロボット。
E-10000R
声 - なし
E-10000Gにメタルソニックのエンジンパーツを組み込んだ赤色の機体で、E-10000Gの隊長機。
シャドウ・ザ・ヘッジホッグ
声 - 遊佐浩二
ソニックのライバルである黒いハリネズミ。
ルージュ・ザ・バット
声 - 落合るみ
シャドウの仲間である宝石専門のトレジャーハンター。
クリーム・ザ・ラビット
声 - あおきさやか
ソニックたちの仲間であるウサギの女の子。
オモチャオ
声 - 小桜エツ子
レーサーではないが、実況やストーリー上で流れるニュースのキャスターを担当する。

### ゲスト参戦
うらら
声 - なし
『スペースチャンネル5』の主人公。宇宙放送局「スペースチャンネル5」に属するリポーター。
ナイツ
声 - なし
『ナイツ』の主人公。夢の世界「ナイトピア」に住むナイトメアン。
アイアイ
声 - なし
『スーパーモンキーボール』シリーズの主人公。

## モード

### 1人用
メインモードとして、「フリーレース」「ワールドグランプリ」「タイムアタック」「ストーリー」「ミッションモード」の5種類が用意されている。
「フリーレース」は一般的なレース。ルール変更や多人数プレイも可能である。
「タイムアタック」はプレイヤー1人でのレース。より早いタイムを目指すため、自分の「ゴースト」を保存して共に走らせることもできる。
「ストーリー」では、ヒーローズサイドとバビロンサイドのどちらかを選び、ワールドグランプリに挑むソニックたちを追う。内容は「○○に勝て！」や「○位以内でゴールせよ！」などシンプルなレース形式である。
「ワールドグランプリ」は、ヒーローズサイドとバビロンサイド、2種類の大会から1つを選び、決められた5つのコースを走って順位を競う。優勝者には、成績に応じて賞品も用意されている。
「ミッションモード」では、ソニックたちを操作してバビロン盗賊団に与えられたミッションを遂行する。この時、出来具合に応じてランクが与えられる（ゴールド・シルバー・ブロンズ）。また「ジャンク」を回収するミッションを遂行し、5種類のジャンクを集めると、その量に応じて様々なギアを制作することができる。

### 対人戦
本作は3Dソニックシリーズには珍しく、4人まで対戦可能である。「フリーレース」では従来のレース形式で、「タッグモード」では2vs2のチーム戦で、「サバイバルモード」では他のモードと違うオリジナルルールで対戦できる。また「ワールドグランプリ」も、2人までなら参加可能。
タッグモードでは、1P/2P、3P/4Pでチームを組む。それぞれのチームはパートナーと連携して走らなくてはならない。パートナーとの距離が離れすぎると、先行している方が落雷を受け、しばらく操作できなくなる。パートナーとの距離は、画面中央の電波マークで確認可能。また、エアも2人で共有することになる。チームのどちらかのキャラクターがゴールした時点で勝利となる。
サバイバルモードでは、カオスエメラルドを奪い合う「レース」とアタックを仕掛け合う「バトル」がある。「レース」はカオスエメラルドを持って一定区間を逃げ切ることで、「バトル」では他のキャラクターのライフをすべて0にすることで、それぞれ勝利となる。
なお、タッグモードとサバイバルモードには、リングが存在しない（＝レベルアップもない）。